# ماهواره پروتون

تصویر ماهواره پروتون

ماهواره پروتون (به انگلیسی: Proton satellite) مدلی از ماهواره‌های رصد زمین و متعلق به شوروی بود. حداکثر جرم این کلاس از ماهواره‌ها حدود ۱۷ تن بود. چهار ماهواره پروتون بین سالهای ۱۹۶۵ تا ۱۹۶۸ به مدار زمین پرتاب شد و هدف از ارسال آن‌ها بررسی ذرات دارای انرژی‌های زیاد و فوق‌العاده زیاد بود.

## تصاویر

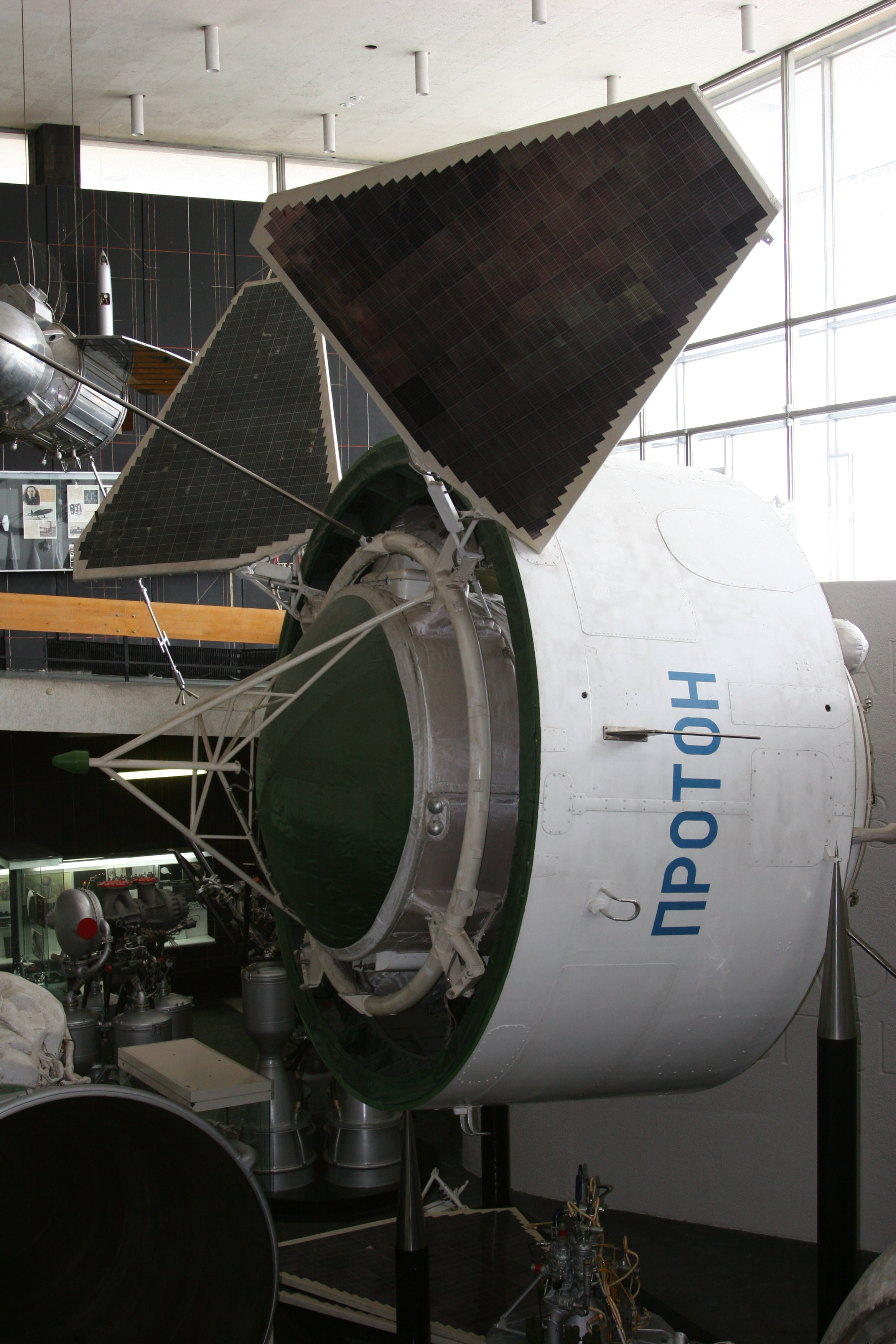
پنل‌های خورشیدی بازشده از یک مدل ماهواره پروتون
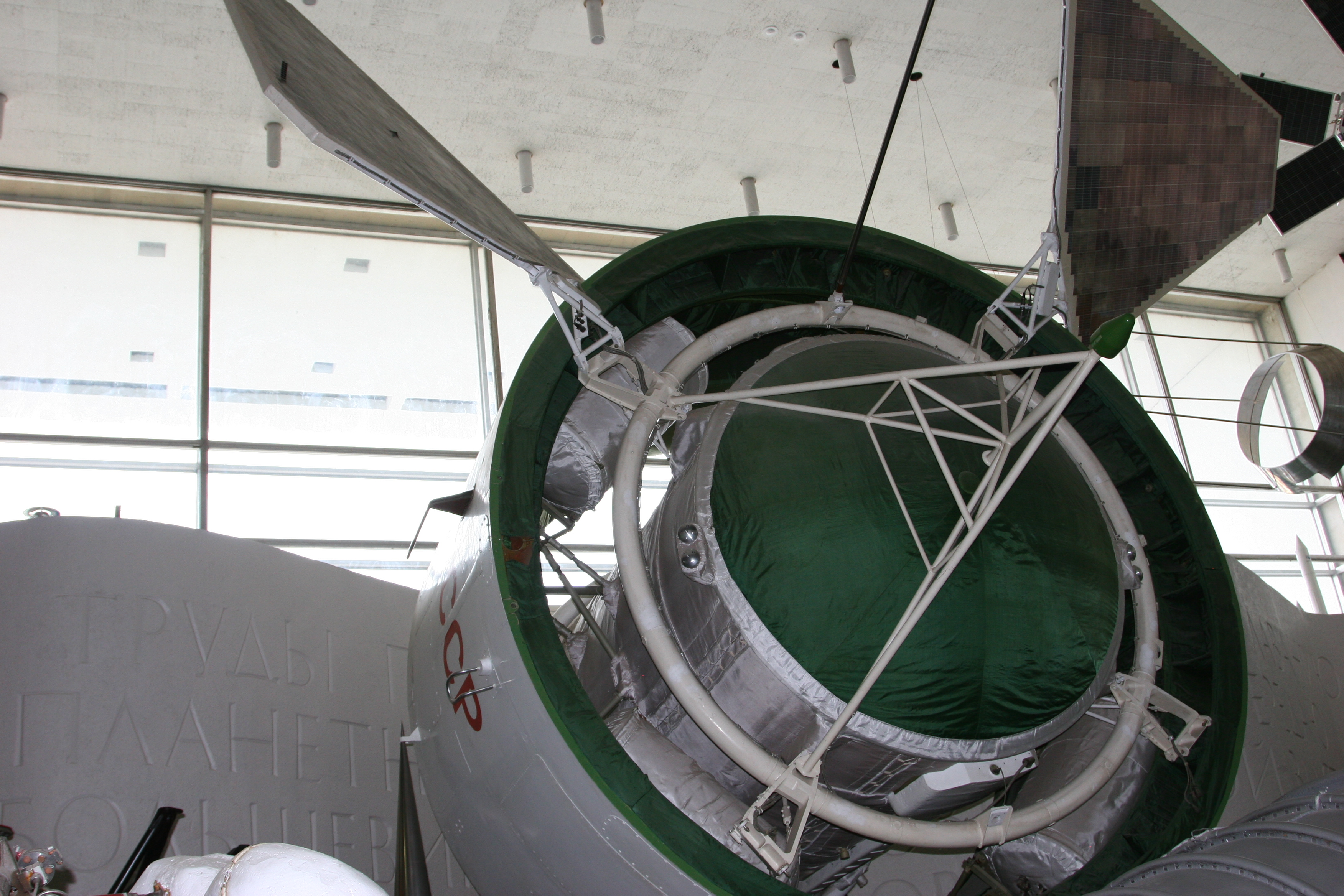
تصویری از یک مدل ماهواره پرتون